# 꽃미남 연쇄 테러사건
꽃미남 연쇄 테러사건은 대한민국의 코미디 영화로 슈퍼주니어의 멤버들이 주연 혹은 조연을 맡았다. 늘파란 외국어 고등학교를 배경으로 댄스 그룹 울트라 주니어의 리더 희철(김희철), 유도부 주장 강인, 학생회장 시원(최시원)이 각자의 이유로 테러당하기 직전에 돌입하는 좌충우돌 스토리를 그렸다.

## 줄거리
늘파란고등학교 학생인 김기범과 동해는 인근 고등학교에 다니는 꽃미남을 대상으로 한 최근의 공격에 대해 이야기하고 있었다. 발렌타인데이인 2월 14일, 외모로 인기가 많은 가람고등학교의 성민이 하교 중 공격을 받았다. 그는 얼굴에 대변이 든 봉투를 맞았다. 3월 14일, 거상고등학교의 농구 스타 한경이 같은 방식으로 공격을 받았다. 가장 최근 사건은 4월 14일에 발생했으며, 나담고등학교 록 밴드 보컬 예성이 피해자였다.
김기범은 다음 피해자가 자신들의 학교 학생일 것이라고 결론 내렸다. 그는 이 사건들에 대한 자신의 보도가 블로그의 인기를 끌었기 때문에 사건을 조사하기로 결정했다. 그는 자신의 블로그에 다음 피해자가 학생회 회장인 시원, 댄스 동아리의 세련된 회장인 김희철, 또는 단 한 가지 기술인 업어치기만으로 학교 챔피언이 된 유도팀 주장인 강인 중 한 명이 될 것이라고 예측했다.
주류 언론은 마침내 이 사건들을 보도하기 시작했고, 이 사건을 '꽃미남 습격 사건'이라고 불렀으며, 이로 인해 피해자들의 인기는 급상승했다. 성민은 모델이 되어 모델링 에이전시와 3년 계약을 맺었다. 예성은 계약된 아티스트가 되어 성공적인 솔로 앨범을 발매했다. 이를 본 김희철과 강인은 가해자가 자신들을 다음 피해자로 선택하기를 바라며 블로그에 매력적인 사진을 올려 인기를 높이려 노력했다.
5월 14일, 모든 학생들은 공격을 기대하고 있었다. 김기범과 그의 급우 동해는 자신들의 반이 다른 반들보다 가장 낮은 점수를 받았기 때문에 보충 수업에 갇혀 있었다. 동해는 수업 도중 몰래 빠져나와 조사를 수행했다. 다음날 아침, 김기범은 시원이 전날 공격을 당했다고 주장했다는 소식을 들었다. 이 주장을 조사한 후, 김기범은 공격 방식이 달랐기 때문에 시원 자신이 공격을 조작했다고 결론 내렸다. 김희철과 강인은 다음 피해자가 되기 위한 캠페인을 계속했다.
댄스 동아리 회원이었던 동해는 김희철에게 가해자가 밤 9시에서 10시 사이에 쓰레기 매립지 근처에서 피해자를 공격할 것이라는 것을 알아냈다고 말했다. 김희철이 그 장소에 갔을 때, 그는 강인을 만났다. 둘 다 같은 생각을 하고 있었던 것이다. 한편, 김기범을 뒤쫓고 있던 동해는 김기범을 불러내 범인으로 지목했다. 동해는 5월 14일에 공격이 없었던 이유가 보충 수업으로 인해 발이 묶였기 때문이라고 추론했다. 김기범은 자신의 잘못을 인정했지만, 동해는 그를 폭로하는 대신 대안적인 계획을 제안했다.
다음날, 동해는 연속 공격의 최신이자 마지막 피해자가 되어 학교 학생들로부터 많은 관심을 받았다. 몇 달이 지나도록 새로운 사건이 발생하지 않자 사건에 대한 관심은 마침내 시들해졌다. 동해는 김기범에게 대변을 어디서 구했는지 물었지만 김기범은 대답을 거부했다.

## 출연진
1. 김기범: 나레이터 기범 역
2. 최시원: 학생회장 시원 역
3. 김희철: 울트라 주니어 리더 희철 역
4. 강인: 유도부 주장 강인 역
5. 이동해: 울트라 주니어 멤버 동해 역[2]
6. 은혁: 유도부원 은혁 역
7. 신동: 울트라 주니어 멤버 신동 역
8. 김려욱: 학생부회장 려욱 역, 9:1 가르마로 화제가 되었다.
9. 이특: 유도부 팬더 이특 역[3]
10. 이성민: 첫 번째로 테러당한 가람고등학교 VJ 성민 역
11. 한경: 두 번째로 테러당한 거창고등학교 꽃미남 농구 선수 한경 역
12. 예성: 세 번째로 테러당한 나담고등학교 꽃미남 로커 예성 역
13. 권병길: 늘파란 외국어 고등학교 학생주임 역
14. 권유리: 발레부 소녀 역[4]
15. 정인기: 유도부 코치 역